# محمد أباد (طبس مسينا)
محمد أباد (بالفارسية: محمدآباد) هي مستوطنة تقع في إيران في قسم طبس مسینا الريفي. يقدر عدد سكانها بـ 710 نسمة بحسب إحصاء 2016.